# 宗敞
宗敞（?—?），十六国时凉州（治今甘肃武威）人。
宗敞初仕后秦为凉州别驾。姚兴问黄门侍郎姚文祖：“你知道宗敞？”姚文祖：“与臣一州的同乡，西方的英隽。”其文才称誉西土，吕超比他为陈琳、徐干。姚兴凉州刺史王尚派主薄宗敞聘问南凉。宗敞之父宗燮，吕光时自湟河太守入为尚书郎。见在广武见到秃发傉檀，托付儿子宗敞。秃发傉檀把他比作鲁子敬。秃发傉檀赐宗敞马二十匹。后宗敞仕南凉，荐本州文武名士十余人于秃发傉檀，秃发傉檀以宗敞为太府主簿、录记室事。  